# Bestie
Bestie (hangul: 베스티 (), estilizado como BESTie) fue un grupo feminino surcoreano formado por YNB Entertainment. Lanzaron su sencillo debut, "Pitapat", en julio de 2013. El grupo estaba formado por cuatro miembros: Hyeyeon, U Ji, Dahye y Haeryung. Si bien U Ji y Dahye se fueron de YNB Entertainment en septiembre de 2017, el grupo se disolvió en 2018 luego de la noticia de que Hyeyeon se unió a Star Entertainment.

## Historia

### 2013: Debut y sencillos digitales
Hyeyeon, U Ji y Haeryung estuvieron anteriormente en otro grupo femenino, EXID, antes de retirarse por razones personales, ya que las dos primeras se fueron para completar sus estudios, mientras que la última se fue para centrarse en su carrera como actriz. Con la incorporación de Dahye, el grupo debutó el 11 de julio de 2013, con su primer sencillo "Pitapat" y su video musical, protagonizado por Jo Kwon y Yoo Se-yoon. El grupo realizó su debut en vivo en el programa de KBS Music Bank el 12 de julio.
El 16 de octubre lanzaron su segundo álbum sencillo con la canción principal "Love Options". Su primera actuación fue en M! Countdown. En diciembre, Hyeyeon participó en el sencillo "Stick With You" de Quattro Code y Bestie lanzó el sencillo digital "Zzang Christmas".

### 2014-2015:Hot BabyyLove Emotion
El 28 de febrero de 2014, lanzaron "Thank U Very Much" en formato digital junto con su vídeo musical. El 27 de junio, interpretaron una versión de "Mr.Mr." de Girls' Generation con Jimin, Choa, Chanmi y Hyejeong de AOA y Girl's Day, en Music Bank. El 11 de julio, Bestie lanzó su quinto sencillo digital "Like A Star" en celebración de su primer aniversario. "Like A Star", así como sus sencillos anteriores "Pitapat" y "Thank U Very Much", fueron incluidos en su primer EP Hot Baby, lanzado el 28 de julio. El vídeo musical de la canción principal del EP, "Hot Baby", se lanzó tres días después. El EP llegó al puesto número 7 y el 29 de agosto, Bestie lanzó una versión repackaged titulada I Need You. El repackage incluyó el nuevo sencillo "I Need You", producido por Duble Sidekick y HomeBoy. En septiembre, Hyeyeon participó en el sencillo "Lovers' Song" de Yoo Seung-woo, y el 19 de diciembre, Bestie hizo una versión de "Mamacita" de Super Junior en Music Bank como  actuación de fin de año.
El segundo EP del grupo, Love Emotion, fue lanzado el 8 de mayo de 2015 y alcanzó el puesto número 8. El video musical de su primer sencillo, "Excuse Me", ocupó el cuarto lugar en la lista de Billboard de "Videos de K-Pop más vistos en Estados Unidos" y el sexto lugar en su lista de "Videos de K-Pop más vistos en todo el mundo" durante el mes de mayo. El 29 de agosto, Bestie se presentó en el Sirifort Auditorium de Nueva Delhi como parte de la gira Feel Korea in New Delhi 2015. Ese año, el grupo ganó el premio Next Generation en los Golden Disk Awards. También colaboraron con otros artistas, con Uji colaborando con The Channels en el sencillo "Love Letter" y "So Good" de Chad Future, Dahye participando en "We Fought" de Yoo Se-yoon, y Hyeyeon participando en "Perfect Chemistry" de Just Cricket.

### 2016-2018: Regreso, salida de miembros y disolución
En enero de 2016 se informó que Dahye se cayó de las escaleras, fracturándose el tobillo y el brazo derecho, y necesitó tiempo para recuperarse; YNB Entertainment declaró que el regreso de Bestie se ha retrasado para darle tiempo a Dahye para mejorar. Se anunció que Bestie regresaría en mayo con un nuevo álbum con una posible fecha de lanzamiento, lo que finalmente nunca sucedió. En el verano de 2016, Uji participó en el concurso de canto de telerrealidad de JTBC Girl Spirit, donde terminó en tercer lugar. La última actuación del grupo fue el 16 de diciembre de 2016 en el Concierto de fin de año.
El 5 de septiembre de 2017, YNB Entertainment anunció que U Ji y Dahye dejarían Bestie, mientras que Hyeyeon y Haeryung continuarían como grupo, con la posibilidad de que se agregasen nuevos miembros, cosa que nunca sucedió. Ese mes, también se confirmó que Hyeyeon aparecería en el programa de competencia de ídolos The Unit. Fue eliminada del programa en el episodio 13 y su puesto final fue 27.
Después de que ya no fuera posible acceder al sitio web oficial de YNB Entertainment, comenzaron a circular en línea rumores sobre la quiebra de la empresa. En septiembre de 2018, Star Entertainment abrió una cuenta oficial de Instagram, así como un fancafe, para su nueva artista Kang Hye-yeon, lo que concluyó las sospechas de los fanáticos sobre la disolución del grupo sin ninguna declaración oficial de YNB Entertainment.

## Miembros

### Antiguos miembros
- Hyeyeon (혜연)
- U Ji (유지)
- Dahye (다혜)
- Haeryung (해령)

## Discografía

### Extended plays
| Título                                                                                       | Detalles                                                                                                  | Posiciones más altas en los gráficos | Ventas              |
| Título                                                                                       | Detalles                                                                                                  | COR                                  | Ventas              |
| -------------------------------------------------------------------------------------------- | --- | ------------------------------------ | ------------------- |
| Hot Baby                                                                                     | - Fecha de lanzamiento: 28 de julio de 2014 - Etiqueta: YNB Entertainment - Formato: CD, descarga digital | 7                                    | - COR: más de 4,636 |
| Love Emotion                                                                                 | - Fecha de lanzamiento: 8 de mayo de 2015 - Etiqueta: YNB Entertainment - Formato: CD, descarga digital   | 8                                    | - COR: más de 3,945 |
| "—" denota lanzamientos que no aparecieron en las listas o que no se lanzaron en esa región. | |                                      |                     |

### Sencillos
| Año                                                                                          | Título                              | Posiciones más altas en los gráficos | Posiciones más altas en los gráficos | Ventas               | Álbum              |
| Año                                                                                          | Título                              | COR                                  | COR Hot 100                          | Ventas               | Álbum              |
| -------------------------------------------------------------------------------------------- | ----------------------------------- | ------------------------------------ | ------------------------------------ | -------------------- | ------------------ |
| 2013                                                                                         | "Pitapat"                           | 84                                   | 90                                   | - COR: más de 42,588 | Sencillo sin álbum |
| 2013                                                                                         | "Love Options"                      | 113                                  | —                                    | - COR: más de 56,557 | Hot Baby           |
| 2013                                                                                         | "Zzang Christmas" (ft. Yoo Se-yoon) | 130                                  | —                                    | - COR: más de 18,994 | Sencillo sin álbum |
| 2014                                                                                         | "Thank U Very Much"                 | 53                                   | 74                                   | - COR: más de 88,337 | Hot Baby           |
| 2014                                                                                         | "Like A Star"                       | —                                    | —                                    | —                    | Hot Baby           |
| 2014                                                                                         | "Hot Baby"                          | 53                                   | —                                    | - COR: más de 83,228 | Hot Baby           |
| 2014                                                                                         | "I Need You"                        | 74                                   | —                                    | - COR: más de 59,824 | Hot Baby           |
| 2015                                                                                         | "Excuse Me"                         | 74                                   | —                                    | - COR: más de 50,837 | Love Emotion       |
| "—" denota lanzamientos que no aparecieron en las listas o que no se lanzaron en esa región. |                                     |                                      |                                      |                      |                    |

### Colaboraciones
| Año  | Canción             | Miembro(s) | Artista                            | Álbum                |
| ---- | ------------------- | ---------- | ---------------------------------- | -------------------- |
| 2013 | "Stick With You"    | Hyeyeon    | Quattro Code                       | Quattro Code Project |
| 2014 | "Lovers' Song"      | Hyeyeon    | Yoo Seung-woo                      | Yoo Seung-woo        |
| 2015 | "Love Letter"       | UJi        | The Channels                       | Sencillos sin álbum  |
| 2015 | "We Fought"         | Dahye      | Yoo Se-yoon ft. Hae-yong de Almeng | Sencillos sin álbum  |
| 2015 | "Perfect Chemistry" | Hyeyeon    | Just Cricket                       | Sencillos sin álbum  |
| 2015 | "So Good"           | UJi        | Chad Future                        | 2nd Mini Album       |

### Videos musicales
- Pitapat (2013)
- Love Options (2013)
- Zzang Christmas (2013)
- Thank U Very Much (2014)
- Like a Star (2014)
- Hot Baby (2014)
- Love Letter (2015)
- Excuse Me (2015)

## Premios y nominaciones
| Año  | Premios            | Categoría                 | Beneficiario | Resultado |
| ---- | ------------------ | ------------------------- | ------------ | --------- |
| 2015 | Golden Disk Awards | Premio Próxima Generación | Bestie       | Ganador   |